# Калоши (рассказ)
«Калоши» ― рассказ русского советского писателя Михаила Александровича Шолохова, написанный в 1926 году.

## Публикации
Впервые рассказ «Калоши» был опубликован 5 мая 1926 года в «Журнале крестьянской молодёжи» (№ 9), входил в сборник рассказов «Лазоревая степь» (1926). Михаил Шолохов в письме к жене пишет 1 апреля 1926 года: «Сегодня ровно неделя, как мы выехали из дома <...> „Калоши“ устрою в „Ж[урнал] К[рестьянской] М[олодёжи]“».

## Сюжет
В основу сюжета рассказа легла полуанекдотическая история любви паренька Сёмки к красавице Маринке, с которой получился разрыв из-за соперника Гришки по прозвищу «Мокроусый», у которого были новые калоши «в сапогах, на которых немеркнущим глянцем сияли новые калоши». Чтобы вернуть Маринку Сёмка продаёт на ярмарке быка и покупает себе сапоги, сюртук, фуражку и калоши, остальные деньги пропивает. Финал рассказа заканчивается драматически, к Сёмке Маринка не вернулась, а свою семью, мать с младшими братьями оставляет без денег.   

## Персонажи
Главный герой рассказа — Сёмка, мать Сёмки — Степановна. Маринка, в которую влюблён Сёмка. Гришка по прозвищу «Мокроусый» — станичный парень, который приходит на слободские игрища в новых калошах, за что очень нравится Маринке. Безымянный персонаж — купец, который у Сёмки купил быка.

## Критика
Финал рассказа заканчивается так: «С хрипом упала мать на колени, ноги Сёмкины обхватила, голосила по-мертвому и билась седой головой об пол <...> Сёмка, дёргая ногами, пятился к дверям, а она ползла за ним на коленях, от толчков мотала вывалившимися из прорехи узенькими иссохшими грудями, синея, давилась криком, и на измазанные Семкины калоши текли слёзы». По поводу этого финала рассказа С. Г. Семёнова писала: «Да, разверзается такая голь и боль, исступление обманутой нищеты, такая смертная обида матери, что — пусть и без труппа — но какая-то дробь убийства и трагедии витает и над этим простеньким хуторским сюжетом наивной любви». Литвинов В. М. считал этот рассказ «откровенно слабый», но он также заметил, что недостатки Михаила Шолохова «похожи не недостатки всех начинающих писателей, а вот достоинство — какие встречаются лишь у одного на тысячу». Выделяя рассказ М. А. Шолохова Г. С. Ермолаев писал, что рассказ стоит: «вне политики, сосредоточен на чисто человеческих проблемах, а его персонажи действуют по зову сердца или физических побуждений».